# Héctor Garzó
Héctor Garzó Vicent (Paterna, Valencia, España, 9 de junio de 1998) es un piloto de motociclismo español que compite en el Campeonato del Mundo de Motociclismo de MotoE con el equipo Intact GP, resultando campeón del mundo en 2024, y cuarto en 2019 y 2023.
Es el sexto piloto valenciano campeón del mundo de motociclismo tras Ricardo Tormo, Jorge Martínez Aspar, Champi Herreros, Nico Terol y Jaume Masiá.

## Biografía
Su debut mundialista se dio en el Gran Premio de Alemania 2017 reemplazando a Xavi Vierge en el Tech 3 Racing. Sorprendió a todos al clasificar quinto sobre mojado pero no pudo certificar su rendimiento en carrera al caerse en la segunda vuelta.
En 2018 le tocó reemplazar a Remy Gardner en los grandes premios de España, Francia y Italia y a Bo Bendsneyder en el Gran Premio de la Comunidad Valenciana. Terminó 23.º en España, se retiró por caída en Francia y terminó 20.º en Italia. En Valencia no corrió debido a una caída en el warm up que le impidió correr la carrera.
En 2019 participó con su equipo el Tech 3 E-Racing en la temporada inaugural de la Copa Mundial de MotoE. Consiguió dos segundos lugares en la fecha doble de San Marino y un tercer lugar en la segunda carrera de Valencia, en la primera carrera había terminado en la segunda posición pero fue descalificado al descubrirse que sus neumáticos tenían menos presión que lo establecido en el reglamento. Terminó la temporada en la cuarta posición con 69 puntos.
En 2020 pilotó la Kalex del FlexBox HP40, haciendo dupla con el italiano Lorenzo Baldassarri.

## Resultados en el Campeonato del Mundo
Sistema de puntuación de 1993 hasta 2022:
| Posición | 1.º | 2.º | 3.º | 4.º | 5.º | 6.º | 7.º | 8.º | 9.º | 10.º | 11.º | 12.º | 13.º | 14.º | 15.º |
| Puntos   | 25  | 20  | 16  | 13  | 11  | 10  | 9   | 8   | 7   | 6    | 5    | 4    | 3    | 2    | 1    |

### Por temporada
| Temp. | Cat.  | Moto     | Equipo                   | N.º   | Carreras | Victorias | Podios | Poles | V.Ráp. | Pts. | Pos. |
| ----- | ----- | -------- | ------------------------ | ----- | -------- | --------- | ------ | ----- | ------ | ---- | ---- |
| 2017  | Moto2 | Tech 3   | Tech 3 Racing            | 14    | 1        | 0         | 0      | 0     | 0      | 0    | NC   |
| 2018  | Moto2 | Tech 3   | Tech 3 Racing            | 14    | 3        | 0         | 0      | 0     | 0      | 0    | NC   |
| 2019  | MotoE | Energica | Tech 3 E-Racing          | 4     | 6        | 0         | 3      | 0     | 1      | 69   | 4.º  |
| 2020  | Moto2 | Kalex    | FlexBox HP40             | 40    | 15       | 0         | 1      | 0     | 2      | 63   | 16.º |
| 2021  | Moto2 | Kalex    | FlexBox HP40             | 40    | 16       | 0         | 0      | 0     | 0      | 16   | 23.º |
| 2022  | MotoE | Energica | Tech 3 E-Racing          | 4     | 12       | 0         | 0      | 0     | 1      | 86   | 8.º  |
| 2023  | MotoE | Ducati   | Dynavolt Intact GP MotoE | 4     | 16       | 1         | 6      | 0     | 4      | 215  | 4.º  |
| 2024  | MotoE | Ducati   | Dynavolt Intact GP MotoE | 4     | 16       | 4         | 9      | 2     | 4      | 246  | 1.º  |
| 2025  | MotoE | Ducati   | Dynavolt Intact GP MotoE | 1     |          |           |        |       |        |      |      |
| Total | Total | Total    | Total                    | Total | 85       | 5         | 19     | 2     | 12     | 595  |      |

- * Temporada en curso.

### Por categoría
| Cat.  | Temporadas                 | 1.er Gran Premio | 1.er Podio                | 1.ª Victoria            | Carreras | Victorias | Podios | Poles | V.Ráp. | Pts. | CM |
| ----- | -------------------------- | ---------------- | ------------------------- | ----------------------- | -------- | --------- | ------ | ----- | ------ | ---- | -- |
| Moto2 | 2017–2018, 2020–2021, 2023 | Alemania 2017    | Valencia 2020             |                         | 36       | 0         | 1      | 0     | 2      | 79   | -  |
| MotoE | 2019, 2022-presente        | Alemania 2019    | San Marino 2019 Carrera 1 | Alemania 2023 Carrera 2 | 50       | 5         | 18     | 2     | 9      | 616  | 1  |
| Total | 2017–Presente              | 2017–Presente    | 2017–Presente             | 2017–Presente           | 86       | 5         | 19     | 2     | 11     | 695  | 1  |

#### Carreras por año
| Año  | Cat.  | Moto     | 1       | 2       | 3       | 4       | 5       | 6      | 7       | 8      | 9       | 10      | 11     | 12      | 13      | 14     | 15      | 16      | 17     | 18      | 19      | 20      | Pos. | Pts. |
| ---- | ----- | -------- | ------- | ------- | ------- | ------- | ------- | ------ | ------- | ------ | ------- | ------- | ------ | ------- | ------- | ------ | ------- | ------- | ------ | ------- | ------- | ------- | ---- | ---- |
| 2017 | Moto2 | Tech 3   | QAT     | ARG     | AME     | SPA     | FRA     | ITA    | CAT     | NED    | GER Ret | CZE     | AUT    | GBR     | RSM     | ARA    | JPN     | AUS     | MAL    | VAL     |         |         | NC   | 0    |
| 2018 | Moto2 | Tech 3   | QAT     | ARG     | AME     | SPA 23  | FRA Ret | ITA 20 | CAT     | NED    | GER     | CZE     | AUT    | GBR     | RSM     | ARA    | THA     | JPN     | AUS    | MAL     | VAL DNS |         | NC   | 0    |
| 2019 | MotoE | Energica | GER 4   | AUT Ret | RSM 2   | RSM 2   | VAL DSQ | VAL 3  |         |        |         |         |        |         |         |        |         |         |        |         |         |         | 4.º  | 69   |
| 2020 | Moto2 | Kalex    | QAT 17  | SPA 12  | AND Ret | CZE Ret | AUT 15  | EST 9  | RSM Ret | ERM 10 | CAT 13  | FRA 12  | ARA 7  | TER Ret | EUR 7   | VAL 2  | POR Ret |         |        |         |         |         | 16.º | 63   |
| 2021 | Moto2 | Kalex    | QAT Ret | DOH 16  | POR 8   | SPA Ret | FRA Ret | ITA 13 | CAT Ret | GER    | NED DNS | EST Ret | AUT 15 | GBR Ret | ARA Ret | RSM 20 | AME Ret | ERM Ret | ALG 12 | VAL Ret |         |         | 23.º | 16   |
| 2022 | MotoE | Energica | SPA 4   | SPA Ret | FRA 5   | FRA 8   | ITA 9   | ITA 10 | NED 5   | NED 10 | AUT 5   | AUT 8   | RSM 10 | RSM 14  |         |        |         |         |        |         |         |         | 8.º  | 86   |
| 2023 | MotoE | Ducati   | FRA 2   | FRA 3   | ITA 4   | ITA 6   | GER Ret | GER 1  | NED 7   | NED 11 | GBR 4   | GBR 5   | AUT 4  | AUT 5   | CAT 3   | CAT 4  | RSM 2   | RSM 2   |        |         |         |         | 4.º  | 215  |
| 2023 | Moto2 | Kalex    | POR     | ARG     | AME     | SPA     | FRA     | ITA    | GER     | NED    | GBR     | AUT     | CAT    | RSM     | IND     | JPN    | INA     | AUS     | THA    | MAL     | QAT     | VAL Ret | NC   | 0    |
| 2024 | MotoE | Ducati   | POR 2   | POR 2   | FRA Ret | FRA Ret | CAT 4   | CAT 5  | ITA 3   | ITA 8  | NED 1   | NED 3   | GER 1  | GER 1   | AUT 2   | AUT 1  | RSM 4   | RSM 7   |        |         |         |         | 1.º  | 246  |
| 2025 | MotoE | Ducati   | FRA DNS | FRA DNS | NED 9   | NED 5   | AUT 2   | AUT 3  | HUN     | HUN    | CAT     | CAT     | RSM    | RSM     | POR     | POR    |         |         |        |         |         |         | 7.º* | 54*  |

| Color     | Resultado                                                               |
| --------- | ----------------------------------------------------------------------- |
| Oro       | Ganador                                                                 |
| Plata     | 2.ª plaza                                                               |
| Bronce    | 3.ª plaza                                                               |
| Verde     | Finalizó en los puntos                                                  |
| Azul      | Finalizó sin puntos                                                     |
| Azul      | NC - No clasificado                                                     |
| Violeta   | Ret - No terminó (Carrera)                                              |
| Rojo      | DNQ - No se clasificó                                                   |
| Negro     | DSQ - Descalificado                                                     |
| Blanco    | DNS - No empezó (carrera)                                               |
| Blanco    | WD - Retirado (fin de semana)                                           |
| Blanco    | C - Carrera cancelada                                                   |
| Sin color | DNP - Inscrito pero no participó                                        |
| Sin color | INJ - Lesionado                                                         |
| Sin color | EX - Excluido                                                           |
| Estado    | Resultado                                                               |
| Negrita   | Pole position                                                           |
| Cursiva   | Vuelta rápida                                                           |
| x         | Posición en carrera sprint                                              |
| †         | Abandona, pero clasifica al completar el porcentaje requerido para ello |

- * Temporada en curso.